# Mikel Usatorre
Mikel Usatorre Royo (Lequeitio, 29 de septiembre de 1913-Arkansas, 15 de marzo de 2000) fue un militar y marino español.

## Biografía
Llegó a combatir en la Guerra Civil integrado en el Ejército vasco, aunque sería hecho prisionero por las fuerzas franquistas y sometido a trabajos forzosos. Posteriormente emigró a Estados Unidos, tomando parte en la Segunda Guerra Mundial integrado en las Fuerzas armadas norteamericanas. Destacó en el transporte naval de tropas tanto el Atlántico como en el Pacífico. Recibió varias condecoraciones por sus servicios. Tras el final de la contienda estuvo destinado Filipinas y en la isla japonesa de Okinawa, donde pasó 25 años como capitán y jefe de puerto. Posteriormente residió en Arkansas, aunque en varias ocasiones visitó su tierra natal.

## Familia
Tuvo un hermano, Marcelino, que durante la Guerra civil mandó varias unidades en el Ejército republicano.